# 湖北省武汉市中级人民法院
30°37′32″N 114°14′15″E / 30.62543°N 114.23754°E
湖北省武汉市中级人民法院（简称武汉中院）是中华人民共和国湖北省武汉市的中级人民法院，依法独立行使审判权，对武汉市人民代表大会及其常务委员会负责并报告工作。

## 历史沿革
1949年6月22日，正式成立武汉市人民政府法院，办公地址设在汉口中山大道537号。1950年初，改称武汉市人民法院。因武汉市时为中南大行政区直辖市，故1952年后受最高人民法院中南分院管辖。
1955年，改称湖北省武汉市中级人民法院，院址迁至汉口北京路20号，改受湖北省高级人民法院管辖。1966年文化大革命开始后，法院工作陷入瘫痪。1967年3月，接受军事管制。同年底，设立武汉市公安机关军事管制委员会审批办公室。1973年1月，恢复武汉市中级人民法院机构。1974年1月15日，正式撤销军事管制。1982年2月，院址迁至汉口北湖天门墩特2号。
2004年，建成新办公大楼，地址位于武汉市江汉区常青路156号。

## 机构设置
审判业务机构
- 立案一庭
- 立案二庭
- 刑事审判第一庭
- 刑事审判第二庭
- 民事审判第一庭
- 民事审判第二庭
- 民事审判第三庭
- 民事审判第四庭
- 知识产权和国际贸易纠纷审判庭
- 行政审判庭
- 审判监督庭
- 赔偿委员会办公室
- 执行局
  - 综合协调处
  - 执行指挥中心
  - 执行裁判庭
  - 执行实施处
- 武汉知识产权审判庭
- 环境资源审判庭（清算与破产审判庭）

审判辅助机构
- 审判管理办公室
- 研究室
- 司法警察支队
- 司法鉴定处

行政机构
- 办公室
- 政治部
  - 人事处
  - 综合处（教育培训处）
  - 宣传处
- 司法行政装备处
- 离退休干部处
- 监察室
- 机关党委办公室

## 历任领导
| 院长 1. 王子俊（1949年6月－1950年12月） 2. 张雪涛（1951年1月－1952年12月） 3. 吴杰（1953年1月－1955年7月） 4. 梁占祥（1955年9月－1960年10月） 5. 刘钦云（1961年6月－1963年6月） 6. 刘成章（1963年7月－1970年8月） 7. 迟文和（1975年9月－1983年3月） 8. 田忠木（1983年3月－1991年5月） 9. 蔡仲玉（1991年6月－1998年1月） 10. 刘亚文（1998年1月－2003年1月） 11. 周文轩（2003年1月－2006年9月） 12. 张河洁（2007年1月－2011年1月） 13. 王晨（2011年2月－2018年5月） 14. 秦慕萍（2019年1月－2021年12月） 15. 刘太平（2021年12月－） | 副院长 - 吕小武（2003年6月26日－2005年2月） - 周滨（2003年9月－2011年11月） - 张卓立（2006年3月－2019年12月31日） - 张河洁（2006年9月22日－2007年1月） - 李进（2012年11月28日－？） - 李光明（2014年2月－2017年12月29日） - 潘涛（2017年12月29日－？） |

## 知名案例
1987年11月11日，武汉市中级人民法院行政庭公开审理了中华人民共和国第一起渔业环境污染案。